# DHL

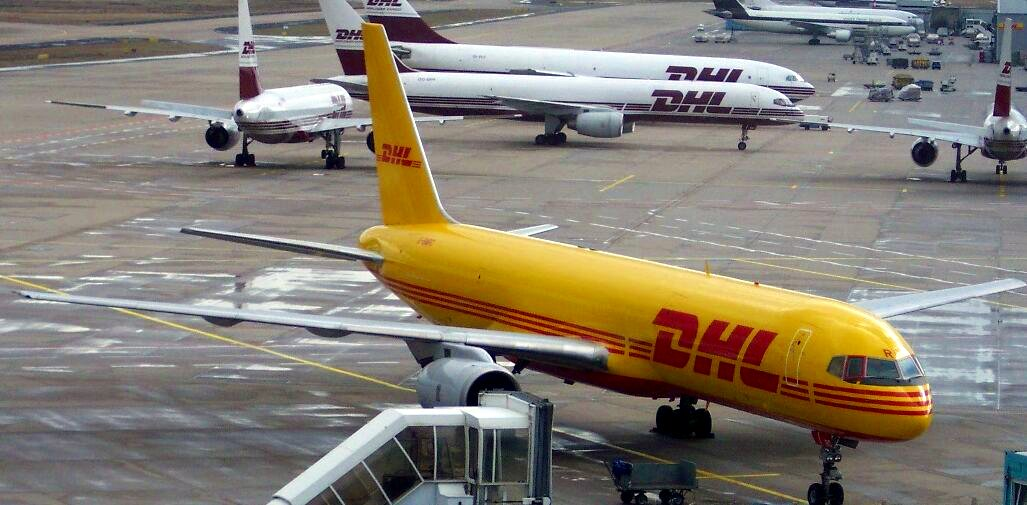
Một chiếc Boeing 757 của DHL

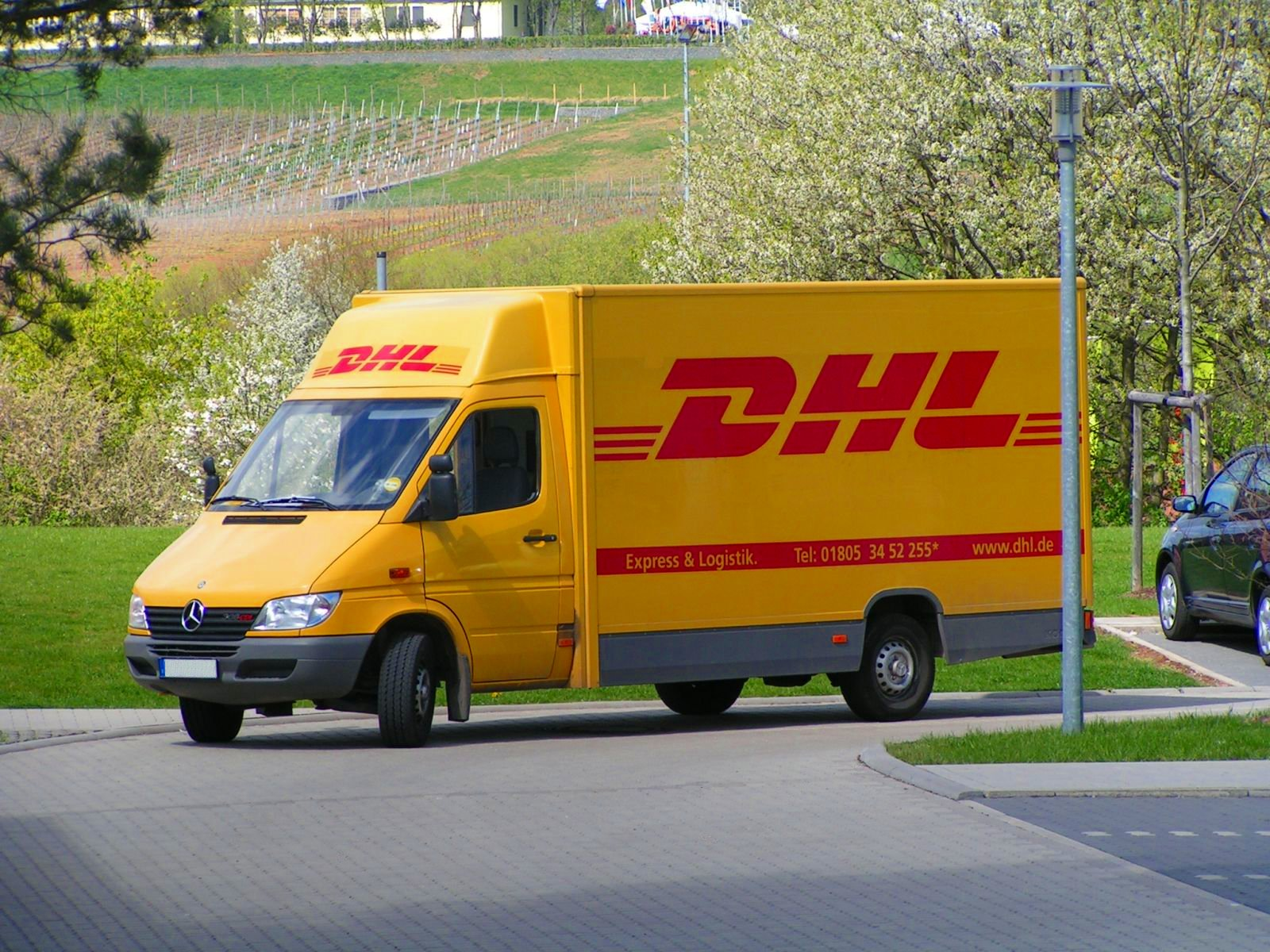
Một chiếc xe 'Mercedes-Benz Sprinter' của DHL

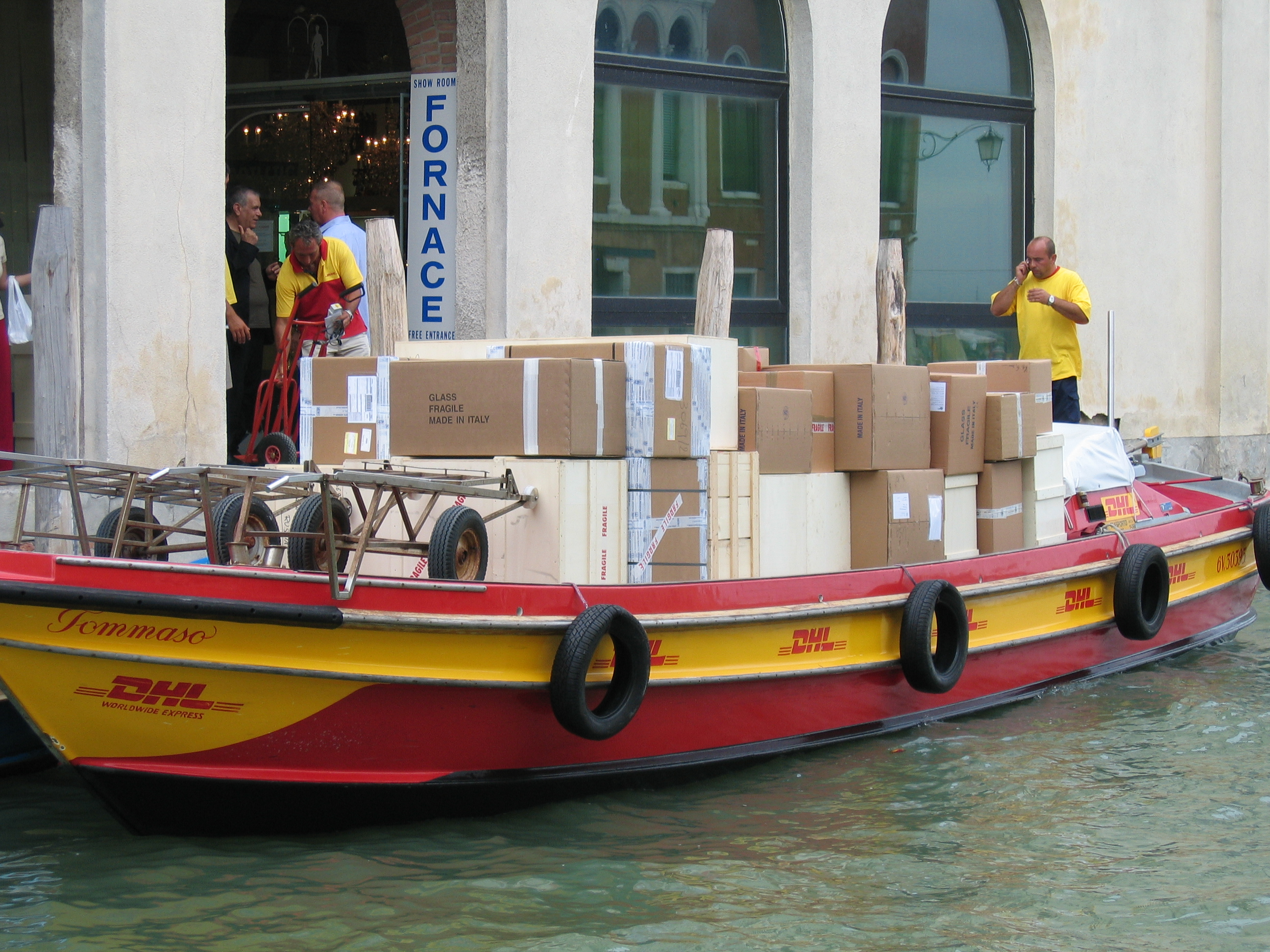
Ca nô của DHL ở Venice

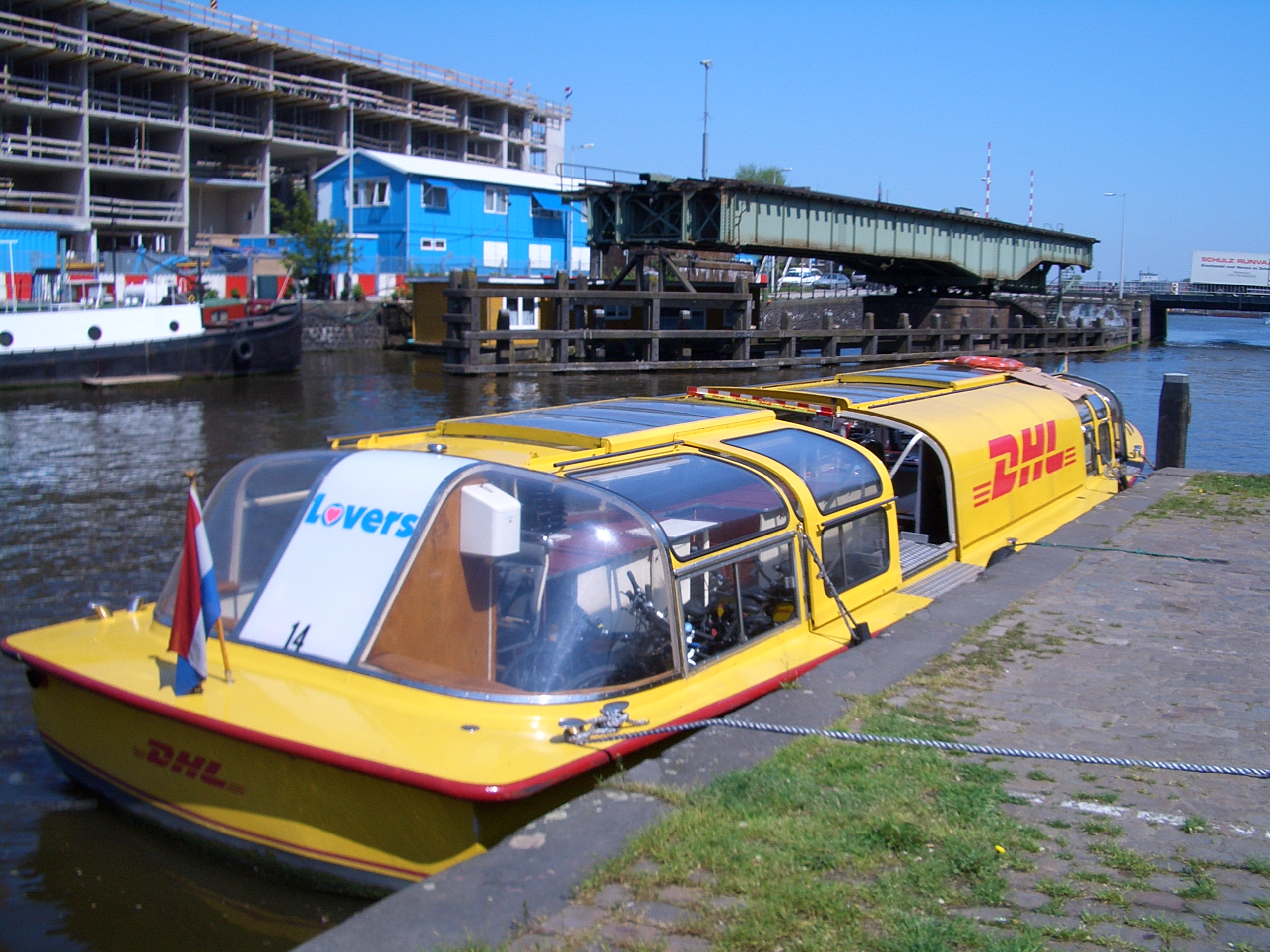
Thuyền DHL ở Amsterdam, chuyên chở những chiếc xe đạp đi các nước khác.

DHL (viết tắt của Dalsey, Hillblom và Lynn) là một công ty của Đức chuyên vận chuyển hàng hóa và cung cấp các giải pháp về logistics quốc tế và thực hiện hợp đồng tổ chức vận trù. Công ty được thành lập năm 1969 bởi Adrian Dalsey, Larry Hillblom, và Robert Lynn; và chữ cái đầu D, H & L của các sáng lập viên được dùng để đặt tên cho công ty là DHL Express International.
Dịch vụ ban đầu mà DHL đảm nhận là đưa thư giữa lục địa Hoa Kỳ và Hawaii, sau đó được mở rộng trên nhiều lĩnh vực kinh doanh. Năm 1998, Deutsche Post bắt đầu mua cổ phần ở DHL và cuối cùng đã giành được quyền sở hữu đa số vào năm 2001 và hoàn tất vụ mua năm 2002. Ở Anh, Deutsche Post cũng mua được Securicor Omega.

## Tổng quan
Trụ sở toàn cầu của DHL đóng ở Bonn, Đức và Luân Đôn, Anh (Exel plc). Trụ sở tại châu Mỹ (bao gồm Hoa Kỳ) tọa lạc ở Plantation, Florida, còn trụ sở châu Á-Thái Bình Dương tại Singapore.
DHL có hãng hàng không vận chuyển hàng hóa riêng là European Air Transport. Hãng này hiện hoạt động tại Sân bay Brussels ở Bỉ, nhưng đang trong quá trình chuyển các hoạt động hàng không ở Leipzig, Đức.
Các hãng cạnh tranh chính của hãng là FedEx, UPS, TNT, và các hãng chuyên chở bưu điện quốc gia như Dịch vụ Thư tín Hoa Kỳ (USPS) và Royal Mail. Tuy nhiên, DHL có một quan hệ đối tác nhỏ với USPS, cho phép DHL giao các kiện nhỏ đến các người nhận thông qua mạng lưới của USPS. Dịch vụ này, gọi là DHL@Home, đã giúp DHL tiết kiệm chi phí cho các chuyến đi đắt đỏ đến các khu vực dân cư để giao một bưu kiện đơn lẻ.
DHL nổi tiếng vì có khả năng cung cấp dịch vụ vận chuyển kiện hàng đến khắp thế giới, đến các vùng như Iraq và Myanma. Là một công ty Đức, DHL là một trong những công ty vận chuyển có thể chở hàng đến Cuba hoặc Bắc Triều Tiên.
DHL được tổ chức thành 3 bộ phận:
- DHL Express
- DHL Global Mail
- DHL Logistics, được chia thành:
  - DHL Global Forwarding (DGF)
  - DHL Exel Supply Chain
  - DHL Freight

## Lịch sử